# تاریخچه جهانی رسوایی
تاریخچه جهانی رسوایی (انگلیسی: A Universal History of Infamy) یک مجموعه داستان کوتاه نوشته خورخه لوئیس بورخس است که اولین بار در سال ۱۹۳۵ منتشر شد و توسط نویسنده در سال ۱۹۵۴ اصلاح شد. بیشتر این داستان‌ها به‌طور جداگانه در روزنامه کریتیکا بین سالهای ۱۹۳۳ و ۱۹۳۴ منتشر شدند. آنجل فلورس، نخستین کسی که از اصطلاح رئالیسم جادویی استفاده کرد، این کتاب را به عنوان منشأ حرکت خود تعیین کرد.